# Рассказы об Орсинии
Рассказы об Орсинии (англ. Orsinian Tales) — собрание рассказов американской писательницы Урсулы Ле Гуин, входящее в общий сборник Орсиния. Состоит из одиннадцати рассказов, самый ранний из которых написан в 1961 году, один в 1973, а остальные в 1976 году. На русском языке сборник издавался три раза суммарным тиражом 22 тыс. экземпляров. Действие рассказов происходит в вымышленной стране Орсиния, находящейся в центре Европы. Время действия охватывает как период Средневековья, так и события XX века. 

## «Курган» (The Barrow, 1976)
Действие происходит в период Средневековья, в замке Вермеа. Хозяин замка — молодой лорд Фрейга, граф Монтейн принимает гостя — странствующего священника по имени отец Егус. Тот рассказывает о своих путешествиях, а также осуждает язычников и еретиков-ариан. Граф же рассказывает ему о горном народе, который всё ещё поклоняется богу Одину и приносит ему жертвы на курганах. Во время их разговора наверху уже вторые сутки мучается в родах жена графа — семнадцатилетняя Галла. Молитвы не помогают, и граф, предчувствуя смерть жены, принимает решение принести жертву языческим богам. Он отводит священника к Кургану неподалёку от замка и перерезает ему горло на алтаре. Вернувшись, граф узнаёт, что его жена разрешилась от бремени здоровым сыном. Он падает на колени и благодарит Иисуса Христа. В конце рассказа сообщается, что о судьбе священника никто не узнал, а граф Фрейга и его сын вошли в историю, как добрые христианские правители.

## «Фонтаны» (The Fountains, 1976)
Доктор Адам Керет, специалист по цитологии, прибывает на конференцию в Париж. Полагая, что доктор может попросить в Париже политического убежища, за ним постоянно следят агенты тайной полиции, притворяясь то аспирантами, то коллегами-учёными, впрочем, доктора это не обманывает. На экскурсии в Версале Керет, сам того не заметив, отстаёт от своей группы, залюбовавшись фонтанами. Осознав, что автобус ушёл без него и он теперь полностью свободен, Керет до позднего вечера бродит по Парижу, наслаждаясь тем, что за ним не следят и он может делать то, чего хочет сам. Однако он не идёт ни в одно из посольств, а возвращается в свою гостиницу. "Царственной походкой Керет проследовал мимо агента тайной полиции, торчавшего в вестибюле гостиницы; за пазухой он прятал украденные, неиссякающие фонтаны Версаля".